# Carneruelo
Carneruelo es un despoblado español del municipio de Vecinos, perteneciente a la provincia de Salamanca, en la comunidad autónoma de Castilla y León.

## Historia
Hacia mediados del siglo XIX, el lugar, perteneciente a Vecinos, estaba ya despoblado. Aparece descrito en el quinto volumen del Diccionario geográfico-estadístico-histórico de España y sus posesiones de Ultramar de Pascual Madoz con las siguientes palabras:

CARNERUELO: desp. agregado al ayunt. de Vecino (V.), en la prov., part. jud. y dióc. de Salamanca (5 leg.), aud. terr. y c. g. de Valladolid: sit. en las inmediaciones del nacimiento del r. de la Maza; se conservan todavia algunas señales de las casas, que componian la ant. pobl. Confina por N. con Sanchiricones; E. Esteban-Isidro, S. Olmedilla, y O. Torre de Juan Pacheco: se estiende 1/4 leg. de N. á S. 1 1/2 de E. á O., y 5 de circunferencia. El terreno se divide en 3 calidades; hay 55 huebras en un prado llamado de la Casa, y 500 en monte poblado de encina y carrasca, contándose entre estas 15 huebras de tierra inútil. prod.: granos, legumbres, muchos pastos y ganados. cap. terr. prod.: 34,775 rs. imp.: 1,738.
(Madoz, 1846, p. 576)

En 2022, no tenía empadronado ningún habitante.